# Khūbdeh
Khūbdeh (persiska: خوبده) är en ort i Iran.   Den ligger i provinsen Gilan, i den norra delen av landet, 210 km nordväst om huvudstaden Teheran. Khūbdeh ligger 16 meter över havet och antalet invånare är 198.
Terrängen runt Khūbdeh är platt åt nordväst, men åt sydost är den kuperad. Terrängen runt Khūbdeh sluttar norrut.Runt Khūbdeh är det ganska tätbefolkat, med 155 invånare per kvadratkilometer. Närmaste större samhälle är Lāhījān, 10,9 km öster om Khūbdeh. Trakten runt Khūbdeh består till största delen av jordbruksmark.